# Fahrenheit 451 (roman)
Fahrenheit 451 je roman znanstvene fantastike kojeg je napisao američki pisac Ray Bradbury. Osnovnu je temu romana Bradbury naznačio još 1947. kratkom novelom Svijetli feniks, koju je obogatio u pripovijetci Vatrogasac. Ova je pripovijetka objavljena 1951. u američkom časopisu znanstvene fantastike Galaxy Science Fiction. Sam roman "Fahrenheit 451" je dodatna elaboracija prethodne pripovijetke, a prvi je put objavljen 1953. od strane izdavača Ballantine Books.
Radnja se zbiva u hipotetskoj nedefiniranoj budućnosti ("nakon 1960.") i opisuje asocijalno, distopijsko društvo u kojem vlasti proglašavaju čitanje knjiga teškim zločinom u pokušaju sprječavanja neovisnog mišljenja. Kako bi suzbila čitanje knjiga, država je osnovala posebne postrojbe spaljivača koji izgledom sliče sadašnjim vatrogascima, a imaju ulogu zapljene knjiga po kućama i javno spaljivanje knjiga na lomačama. Sam naslov romana je navodno dobio ime po temperaturi na kojoj papir počinje gorjeti (451 stupanj fahrenheita odgovara temperaturi od 232,78 °C). Druga interpretacija naslova je da se broj "451" nalazi na kacigi glavnog lika romana, spaljvača knjiga Guya Montaga.

## Radnja
Glavni lik, Guy Montag, radi u odredu spaljivača, koji imaju zadatak traženja i otkrivanja onih građana koji su počinili "zločin čitanja" i javnog spaljivanja njihovih knjiga. Građani koji poštuju zakon moraju koristiti isključivo televiziju kako bi se informirali i educirali i kako bi živjeli bez bitnijih međuljudskih odnosa. Svako je domaćinstvo opremljeno ogromnim video ekranima koji emitiraju beskonačne i besmislene TV serije bez važnijih informacija. Vlasti koriste televizijske programe kako bi u potpunosti kontrolirali društvo i određivali što je pravo, a što neprihvatljivo.
Montag radi već mnogo godina kao spaljivač, ali jednog dana gotovo nehotice počini prekršaj: pročita nekoliko rečenica iz jedne od knjiga koje je trebao spaliti. Privučen egzotičnim osjećajem novog i zabranjenog, Montag počinje sakrivati i spašavati knjige koje bi trebao spaliti i počinje ih čitati u tajnosti. Konačnu odluku da prekrši zakon i započne čitati knjige donosi i pod utjecajem Clarisse, mlade i nekonvencionalne susjede. Montag je primijetio da Clarissina obitelj živi potpuno drukčije od svih obitelji koje poznaje: televiziju nikad ne gledaju, već provode večeri u međusobnom razgovoru i druženju i ostavljaju dojam veselja i bezbrižnosti koju on sam nije gotovo nikad doživio.
Za razliku od Clarissine, Montagova je obitelj potpuna suprotnost. Montagova žena Mildred, odbija imati djecu i gotovo i ne komunicira s mužem, nego provodi dane gledajući beskonačne sapunice pred ogromnim video ekranom. Veći dio vremena je pod utjecajem sedativa i nekoliko je puta pokušala samoubojstvo barbituratima. Nakon dugog preispitivanja, Montag shvaća da svoju ženu uopće ne voli, da mu je ona strana i da je njegov život potpuno pogrešan. Čitanje knjiga mu daje mogućnost uranjanja u jedan drugi svijet, omogućuje mu bijeg od besmislenog života kojeg živi, ali ga vodi i u propast. Mildred otkriva Montagove skrivene knjige, napušta muža i prijavljuje ga vlastima. Njegovi bivši kolege spaljivači natjeraju ga da bacačem plamena spali vlastitu kuću zajedno sa svim knjigama koje je sakrio. U napadu bijesa izazvanog prijetnjama i psovkama svog bivšeg šefa Beattya, Montag okreće bacač plamena i spaljuje Beattya. Montag postaje bjegunac: snage sigurnosti započinju potjeru za njim koristeći i robotskog psa tragača koji ima zadatak pronaći i onesposobiti bjegunce tako da im uštrca paralizirajući otrov. Iscrpljen i djelomično paraliziran otrovom robotskog pasa tragača, Montag se baca u rijeku koja ga nosi daleko od grada.
Uz obalu rijeke, susreće zajednicu ljudi koji su izabrali živjeti izvan društva i koji su si dali zadatak da nauče napamet cijeli sadržaj zabranjenih knjiga koje su već izgubljene. Svaki pojedinac iz zajednice izabire jedno ili više književnih djela i svaku riječ nauči napamet, a kad postane star isto djelo prenese na mlađeg člana usmenim putem. Montag doznaje da su oni samo jedna od čitave mreže sličnih grupa raštrkanih po cijeloj zemlji i čine kolektivno književno sjećanje čovječanstva.
Roman završava tako da svijet pada u nuklearni rat. Montagov grad biva potpuno uništen u nuklearnom napadu, a Montag i njegovi novi prijatelji, inspirirani pričom o feniksu koji se rađa iz vlastitog pepela, odlaze prema uništenom gradu s idejom da započnu novi život.

## Likovi
- Guy Montag – glavni lik romana. Spaljivač knjiga koji se postepeno osvijesti i pobunjuje protiv dehumanizirajućeg društva u kojem živi.
- Clarisse McClellan – Montagova susjeda. Mlada i nekonvencionalna djevojka koja ne prihvaća pravila društva u kojem živi, što joj čini život neizmjerno sretnijim.
- Mildred Montag – Montagova supruga. Živi ispraznim životom gledajući beskrajne TV serije i konzumira psihoaktivne droge koje joj umrtvljuju svijest i emocije.
- Kapetan Beatty – kapetan odreda spaljivača knjiga, Montagov šef. U trenutku bijesa, Montag ga ubija tako da ga spali bacačem plamena.
- Faber – bivši profesor engleske književnosti i intelektualac. Ima grižnju savjesti što se nije aktivno odupro sustavu, kad je shvatio da društvo degenerira prema zabrani knjiga.
- gđa Bowles i gđa Phelps – Mildredine prijateljice. Žive ispraznim životom kao i Mildred, neprestano raspravljaju o TV serijama i kako smanjiti psihološku patnju sedativima.
- Granger – vođa zajednice intelektualaca koji žive u izgnanstvu i koji su odlučili sačuvati književnu svijest čovječanstva tako da nauče izgubljene knjige napamet.
- Stoneman i Black – Montagovi kolege spaljivači knjiga.

## Značenje
Glavna svrha romana je kritika distopijskog društva u kojem se elektronički mediji sustavno koriste od strane države za indoktrinaciju stanovništva, gušeći istovremeno nezavisno razmišljanje zabranom čitanja knjiga. Sam Bradbury je izjavio da roman pokušava dati naglasak na kritiku elektroničkih medija, pogotovo televizije, koja suptilno uništava racionalno i kritičko razmišljanje, tako da gledateljstvu daje djelomične i kratke informacije izvučene iz konteksta, dajući tako iluziju informiranosti i znanja. Bradbury u tome vidi veću prijetnju društvu nego u samoj cenzuri.
Neki kritičari vide u Fahrenheitu 451 kritiku makartizma, žestoke protukomunističke kampanje vođene u Sjedinjenim Američkim Državama pedesetih godina.

### Sličnosti s književnim djelima Orwella i Huxleya
Tematika kontrole društva putem kontrole informacija, potrošačkog mentaliteta i konzumacije droga iz Bradburyevog romana Fahrenheit 451, vrlo je slična onoj koju nalazimo u romanu Vrli novi svijet Aldousa Huxleya. U oba romana nalazimo temu umrtvljenja kritičkog mišljenja građana od strane vlasti, putem masovnog potrošačkog mentaliteta, koji ima za cilj prividnu sreću i zadovoljenje u materijalnom smislu. Svaki se trenutak nesreće može eliminirati putem psihoaktivnih droga. Najveća razlika između dva romana je ta da se u Fahrenheitu 451 naglasak stavlja na kontrolu informacija, dok je u Vrlom novom svijetu naglasak na forsiranju užitka, materijalizma i konzumiranja droga.
Fahrenheit 451 ima i neke sličnosti i s romanom 1984. Georgea Orwella. Oba opisuju distopijske diktature koje strogo kontroliraju informacije koje se daju građanima i u kojima je masovno prisutna cenzura. U oba slučaja vlasti potiču prijavljivanje prekršitelja zakona od strane građana, čak i vlastitih članova obitelji. Razlika je u tome da se u 1984. kontrola informacija vrši putem pomno filtriranih informacija od strane posebnog ministarstva, dok se u Fahrenheitu 451 vrši zabranom čitanja.
Roman 1984. smišljen je kao kritika velikih totalitarnih društvenih uređenja 20. stoljeća, pogotovo komunizma, dok su Fahrenheit 451 i Vrli novi svijet kritike zapadnih demokratskih društava, koji često pokazuju degeneraciju prema masovnom potrošačkom razmišljanju. Bradbury ipak ostavlja kraj romana otvoren prema novom životu, dok Orwell i Huxley ne ostavljaju nikakvu nadu.

## Adaptacije i zanimljivosti
Na bazi Bradburyevog romana Fahrenheit 451 učinjena je 1966. istoimena filmska adaptacija u režiji Françoisa Truffauta, s Oscarom Wernerom u ulozi Guya Montaga. 2012. je najavljen je novi remake u režiji Franka Darabonta.
1982. roman je realiziran u obliku radio-drame od strane BBC radija.
1986. izdana je istoimena računalna igra čija se radnja dešava 5 godina kasnije u odnosu na roman.
2007. izdana je nova adaptacija romana. 
Prva kopija romana Fahrenheit 451 pisana na pisaćem stroju i potpisana od Raya Bradburya prodana je na aukciji za 4500 USD.
Kratka priča Roberta Sheckleya The Mnemone (1971.) jasno se inspirira na Bradburyev roman. Djelo pripovijeda o vremenu u kojem su knjige zabranjene, a jedan čovjek s fotografskim pamćenjem mnogih knjiga putuje od grada do grada i prodaje sadržaj knjiga zainteresiranim kupcima tako da ih izrecitira.